# 織田長喬
織田 長喬（おだ ながたか）は、江戸時代前期から中期にかけての旗本。通称は八十郎、権十郎。

## 生涯
交代寄合織田長政の三男として誕生した。織田貞輝の養子となる。
元禄2年（1689年）7月10日、貞輝の死去により家督を相続する。元禄10年（1697年）3月18日、小姓組に加えられる。後に桐間番に転じる。元禄14年（1701年）2月19日、桐間番免職となり、小普請組所属となる。宝永元年（1704年）6月11日、再び小姓組に加えられる。寛保元年（1741年）6月28日、高齢を理由に小姓を辞職、黄金2枚を賜る。
寛延4年（1751年）9月28日死去、享年80。三男の信尹が家督を継いだ。

## 系譜
3男1女あり。
- 父：織田長政
- 母：松平英親養女
- 養父：織田貞輝
- 正室：遠藤信澄娘
  - 次男：織田信義 - 旗本織田信政の養子
  - 三男：織田信尹
- 後室：大河内秀政娘
- 生母不明の子女
  - 男子
  - 女子